# Khaled Mosharraf
Khaled Mosharraf (Bengali: খালেদ মোশাররফ) (1938 – 7 de Novembro de 1975) foi um militar do Bangladesh, comandante do Exército de Libertação durante a 
Guerra de Libertação do Bangladesh. Assassinado em 1975.